# BeNe Conference
La BeNe Conference è una competizione pallavolistica maschile di pallavolo per club belgi e olandesi: dalla stagione 2024-25 costituisce la seconda fase sia della Liga A belga che dell'Eredivisie olandese ed è disputata dalle quattro squadre meglio classificate al termine della prima fase di ciascuno dei due campionati.

## Edizioni
| Anno          | Podio     | Podio           | Podio |
| Campione      | Seconda   | Terza           |       |
| ------------- | --------- | --------------- | ----- |
| 2025 Dettagli | Roeselare | Haasrode Leuven | Aalst |

## Palmarès per club
| Squadre   | Titoli | Edizioni |
| --------- | ------ | -------- |
| Roeselare | 1      | 2025     |

## Palmarès per nazioni
| Nazione | Titolo |
| ------- | ------ |
| Belgio  | 1      |